# ファルコン50
『ファルコン50』（ファルコンファイブオー）は、聖悠紀による日本のSF漫画。新書館刊行の漫画雑誌『月刊ウィングス』に1982年号（創刊号）から1987年5月号にかけて連載された。単行本は全6巻。『別冊テレビランド』にて1975年に発表された読み切り漫画『スペースマンA』（「スカイホーク・ダンディ」に収録）を原型とする。

## あらすじ
暴力嫌いの「泣き虫」「弱虫」少年、宗方すすむは、実は常人の50倍の運動能力を持つ、正義の味方「ファルコン50」。
ある日、不定形の「宇宙人」が世界各地で破壊活動を始め、すすむたちは地球を護るべく「宇宙人」と戦うことになる。

## 世界観
日本中にコンピュータ・ネットワークが張り巡らされ、交通網や会社組織などは完全にコンピュータの管理下に置かれている。一方で国家間のネットワークは構築されておらず、作中でファルコン防衛システムが非公的に全世界ネットワークを構築する。
なお連載当時、インターネットは一般に知られておらず、また冷戦期と言う世界情勢から公的な全世界ネットワークは「非現実的」、国家間が断絶した状態こそ「現実的」であった。
また、ゴーグル型の電子機器を「転送」する、人間と見分けられないほど精巧な自立型AIを持つアンドロイドが実用段階にあるなど、技術的には極めて進んでいる。しかし通信技術は何故か発達していないようで、すすむたちが外国から通信する際には（通信衛星ではなく）自前の中継機器を用いているような台詞がある。
一般庶民の生活は連載当時の1980年代をベースにしており、車載電話の持ち主に対して「金持ち」と評される場面などがある。

### ファルコン防衛システム
電子工学博士・宗方鷹一が考案し、彼と親友の共同開発者・藤枝軍司博士が独自に開発した非公式の地球防衛システム。世界中の安全を監視する生体コンピュータを中核に据え、生体コンピュータが何らかの危機を発見すると、実働部隊であるファルコン・コマンドに指令が下されそれらを処理する。元々は宗方博士と藤枝博士が偶然「宇宙人」を目撃し、万一の事態に備えて開発したもの。
生体コンピュータは元々イルカの脳を使用することが想定されていたが、藤枝博士は人間の脳を使うべきではないかと考えていた。その後、宗方博士が事故で死亡したため、まだ生きていた脳だけを生体コンピュータに移植し現在に至っている。
ファルコン・コマンドは、素質ある若者を筋肉強化剤と強化トレーニングによって徐々に運動能力を引き上げることで養成され、最終的には常人の30倍の運動能力を持つ超人「30（スリーオー）」となる。理論上は常人の50倍の運動能力を持つ「50（ファイブオー）」も可能だが、乳幼児の段階から特殊な養成を施す必要があり、養成の難易度が高い様子。

## 主な登場人物

### ファルコン・コマンド
作中、年齢や学校名は明記されていないが、会話などから全員高校生程度と思われる。
宗方すすむ（むなかた すすむ）
ファルコン・コマンドのリーダー。体格は小柄で、通常は「弱虫光線」による催眠暗示で能力を抑制し、常人と変わらない。常に身に着けている、ファルコン防衛システム直結のペンダントから指令が下ると、変身用ゴーグルを着用して抑制を解除、常人の50倍の体力と反射神経を持つ「50」に変身。愛機「ファイアーバード」を駆って出動する。幼馴染のやよいを誰より大切に思っている。
第2話では何故か「早瀬」と呼ばれるコマがある。
上条やよい（かみじょう やよい）
すすむの幼馴染の少女。正義感が強く、また空手部のキャプテンを務める。すすむに対して単なる幼馴染以上の感情を抱いており、「弱虫」のすすむをもどかしく思っていた。後にすすむの真の姿を知り、6人目のファルコン・コマンドになる。
奥村順二（おくむら じゅんじ）
柔道の全日本ジュニア3位の少年。ファルコン・コマンド増員のためにスカウトされ、筋肉強化剤と強化トレーニングを経て常人の30倍の運動能力を持つ「30」になる。2人目のファルコン・コマンドで、すすむにとっては初めての「仲間」であり親友。
沖田かの子（おきた かのこ）
全日本ジュニア新体操6位の女子高生で、3人目のファルコン・コマンド。勝気だが、新体操での目標を見失ってからは丸くなった様子。やよいと共に他のメンバーのサポートに回ることが多い。
小畑雄二郎（おばた ゆうじろう）
全日本ジュニアゴルフアマ3位の少年で、4人目のファルコン・コマンド。プロゴルファーを目指しており、メンバーの中では比較的冷静。他のメンバーに比べると、やや影が薄い。
遠藤たけし（えんどう たけし）
全日本フェンシングジュニア4位の少年で、5人目のファルコン・コマンド。訳あって暴走族のリーダーとなっていた。身寄りがなく、ファルコン・コマンドに加わった後は宗方家に下宿している。

### ファルコン・サポーター
宗方鷹一（むなかた よういち）
すすむの父。ファルコン防衛システムを考案した電子工学博士で、ファルコン・コマンドの指揮官。事故により肉体を失い、脳を生体コンピュータに移してファルコン防衛システムの中核となっている。
ばっちゃん
すすむの祖母、鷹一の実母。各種応対やすすむたちファルコン・コマンドの監督や怪我の治療など、鷹一だけでは手の回らない実務を担当。各種の機器操作や銃器の扱いなどに長けた老女。
ジークフリード
ロボット工学博士。当初はファルコン・コマンドを敵視していたが、後に鷹一の要請を受けてロボットを開発、他にも補助兵器の整備や改良などを行うようになる。
大前田ひとみ（おおまえだ ひとみ）
全日本コンピュータプログラマーコンテスト少年の部五位の少女。鷹一すら舌を巻くコンピュータの天才少女。元々ファルコン・コマンド候補だったが、脆弱で運動神経も悪いためサポーターに回り、代わりにやよいがファルコン・コマンドとなった。
藤枝志郎（ふじえだ しろう）
ファルコン防衛システムの共同開発者・藤枝軍司の息子で「もう一人の50」。能力はすすむ以上だが、極度の緊張で神経麻痺の「発作」を起こすため、実戦に耐えられないと言う致命的な欠点を持つ。父の遺言で「ファルコンになるため」宗方家を訪れ、そのまま宗方家に下宿する。戦闘時には、基地でジークフリード博士を補佐するほか、遠隔操作型ロボット兵器「弁慶」を操縦し戦うことが多い。

### 宇宙人および支援者
「生体ロボット」
半エネルギー物質で構成される、不定形の「端末機」。本体から遠隔操作され、地球人そっくりに擬態可能。しかし触ると冷たく、怪我をしても血が出ないことで識別可能。本体から情報が送られなくなると形を失う。
「卵」
潰れた球状の巨大な「宇宙人」。何らかの意思を持っているらしい。自身の一部を分離して「生体ロボット」として遠隔操作する能力や飛行能力、人間を融解し取り込む能力などを持つ。冷凍すると人間が抱えられるほどに縮小し休眠する様子。
「三本足」
半エネルギー物質で構成される自立兵器。風のエネルギーを利用して実体化と非実体化を行う。内部に小さな本体を擁する。
「母船」
「卵」の集合体。
マーガレット・スミス
優れたロボット工学博士で、いくつもの偽名を持つ。元は平凡な少女だったが、「宇宙人」のメッセージを受けて「地球を救う」べく宇宙人に協力し、ファルコン防衛システムの破壊を目指す。